# Coitus reservatus

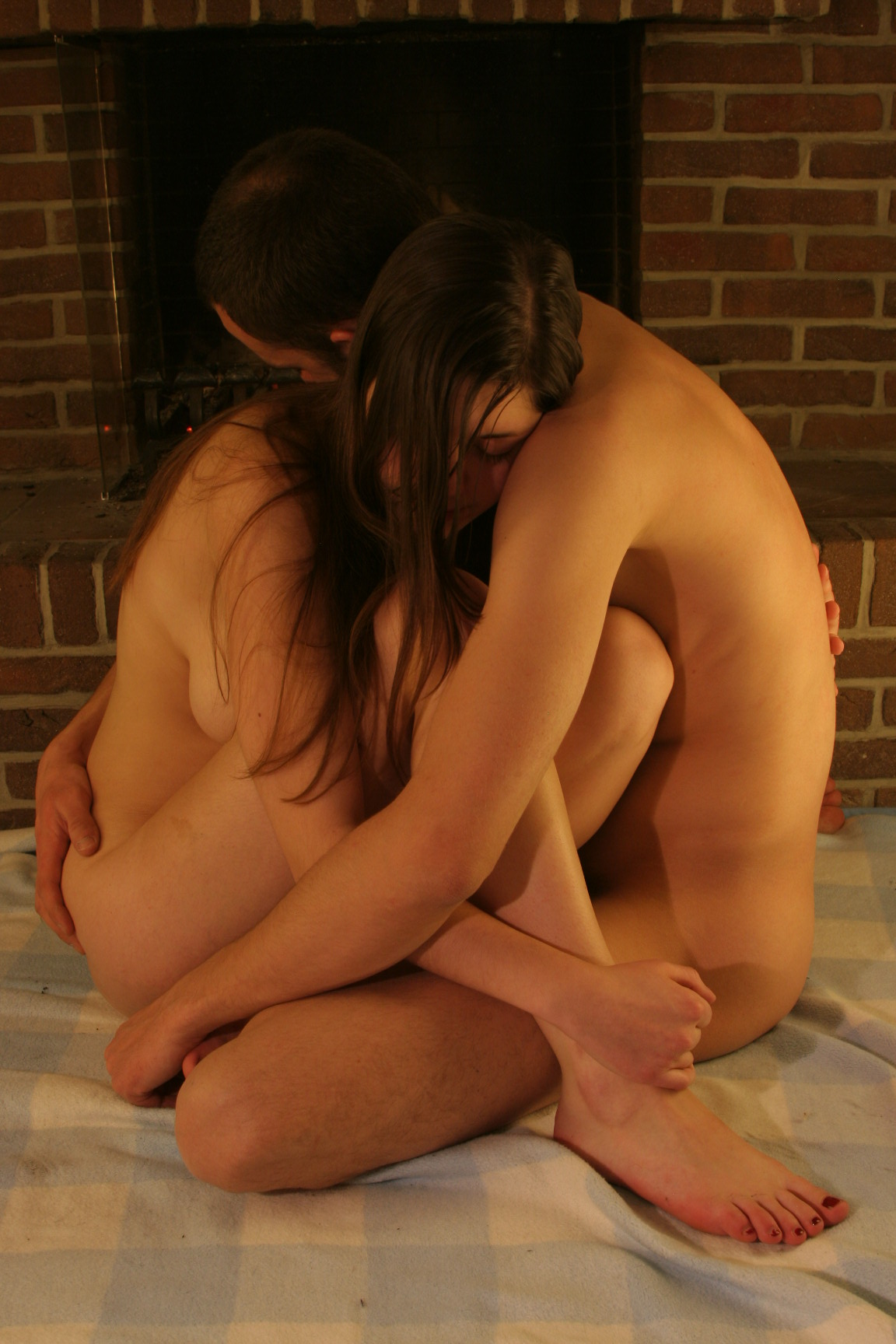
De term “karezza” drukt seks zonder ejaculatie (orgasme), maar met liefkozingen uit.

Coitus reservatus is Latijn voor geslachtsgemeenschap waarbij de man bewust niet ejaculeert. Het kan een vorm zijn van anticonceptie of als een seksuele handeling worden beoefend. De Amerikaanse gynaecologe Alice Bunker Stockham bedacht hiervoor de term karezza, afgeleid van het Italiaanse "carezza", dat liefkozen of strelen betekent. 
De schrijver Aldous Huxley beschreef het als een “intiem in elkaar zijn, met tedere bewegingen die niet mogen leiden tot een orgasme”.
Het conventionele orgasme als climax blijft uit. Juist de “voortdurende orgastische staat” wordt beleefd. De partners houden zo een langduriger intens seksueel genot en gevoel van genegenheid. Door de zelfbeheersing van de man zal de vrouw mogelijk ook langer van het seksuele contact – en haar orgasme – kunnen genieten. 
Coitus reservatus is niet hetzelfde als coitus interruptus. Daarbij vindt de ejaculatie weliswaar niet in de vagina, maar wel daarbuiten plaats.

## Principe en techniek
Het orgasme is hierbij niet het doel. Het hoogtepunt is het gehele seksuele spel met een intensiviteit waarin beiden kunnen opgaan. Het basisprincipe is de hoeveelheid stimulatie zo te regelen dat de man controle over zijn orgasme behoudt. De staat van opwinding moet blijven gehandhaafd.
Als de penis in de vagina is ingebracht wordt deze niet meer of weinig bewogen. Voelt de man een orgasme opkomen, dan kan hij deze tegengaan door het aanspannen van de musculus pubococcygeus in combinatie met een rustige buikademhaling. De vrouw kan – in tegenstelling tot wat zij zou doen bij pompoir – haar vaginale spieren even ontspannen. In plaats van een eruptieve zaadlozing zal het lichaam een warme en zachte tinteling ervaren. Na enige oefening kan men dit gevoel behouden gedurende het gehele seksuele spel. Volgens seksuoloog Max Marcuse is Karezza  een “liefdeskunstvaardigheid” die personen een ongewoon gevoel van geluk en genoegen brengt.